# Avenida Peatonal Gral. Augusto C. Sandino
La Avenida Peatonal Gral. Augusto C. Sandino o Paseo Peatonal Augusto C. Sandino o conocida como Avenida Roosevelt o Avenida del Comercio y a menor medida, como la antigua Avenida Central es una avenida peatonal localizada en el centro histórico de Managua, Nicaragua de sentido norte a sur.
La avenida, que lleva el nombre del "Héroe Nacional" nicaragüense, Augusto César Sandino, conocido también como "el general de hombres libres", fue inaugurada por el pleno de diputados de la Asamblea Nacional, luego de instalar el XXVI período legislativo.
Durante el acto de apertura del nuevo paseo peatonal acudieron familiares tanto como de Sandino y del poeta Rubén Darío, conocido como "el Príncipe de las Letras Castellanas y Padre del Modernismo".
La vía peatonal cuenta con sólo 13 manzanas e inicia desde la histórica Loma de Tiscapa en la 9ª Calle Suroeste en el antiguo Monumento al Águila Liberal o Roosevelt, ahora llamada Monumento al Soldado Desconocido o Plaza de los No Alineados terminando en la intersección con la 3ª Calle Suroeste  cerca del edificio de la Asamblea Nacional y la Plaza de la Revolución, lugar donde antes era una referencia obligada que mostraba el auge de una urbe moderna con avances propios de la época, pero que al igual que sus edificios y barrios se destruyeron en el terremoto del 23 de diciembre de 1972.

## Historia
La avenida fue rebautizada en 1945 con el nombre de Avenida Roosevelt en honor a Franklin D. Roosevelt, expresidente de Estados Unidos, tras la victoria de los Aliados en la Segunda Guerra Mundial. A inicios de los años 1970 la Avenida concentraba los más grandes comercios, bancos y edificios. La avenida sin duda era la vía más importante de la capital Managua, pero la madrugada del 23 de diciembre de 1972 la ciudad fue sacudida por un terremoto que destruyó la mayoría de los edificios a lo largo de esta avenida. No obstante la longitud total, empieza desde el Lago Xolotlán a la Loma de Tiscapa y barca alrededor de 13 cuadras. Muchos de los eventos políticos de Nicaragua tomaron lugar en esta Avenida.
Durante su apertura, llegaron artistas, literatos, historiadores y familiares de grandes personajes nicaragüenses homenajeados: El general Augusto C. Sandino, y el Príncipe de las Letras Castellanas, Rubén Darío.
Entre los asistentes estaba la Señora Marta Lacayo de Darío, esposa de Rubén Darío Basualdo, nieto de Rubén Darío. Confesando estar emocionada por el homenaje, al ver las fotografías expuestas en la avenida.

### Masacre
La Masacre del 22 de enero, del 22 de enero de 1967 (ocurrida en la avenida Roosevelt de Managua, Nicaragua), fue un sangriento episodio de la historia de Nicaragua.
En 1966 los doctores Fernando Agüero Rocha y Pedro Joaquín Chamorro Cardenal, director del diario La Prensa, fundaron la coalición de los 5 partidos políticos opuestos al somocismo Unión Nacional Opositora, UNO (no confundir con la UNO de 1990 que también usó el mismo nombre) formada por los partidos: Partido Conservador de Nicaragua (PCN), Partido Liberal Independiente (PLI), Partido Social Cristiano (PSC), Partido Socialista Nicaragüense (PSN) y el Partido Comunista de Nicaragua (PC de N), para las elecciones presidenciales del 5 de febrero de 1967 y derrotar al candidato del oficialista Partido Liberal Nacionalista (PLN), General Anastasio Somoza Debayle (Tacho), Jefe Director de la Guardia Nacional GN (excompañero de aula de Chamorro en el Instituto La Salle). El candidato presidencial de la UNO era el Doctor Fernando Agüero Rocha, conservador, por lo tanto Pedro Joaquín usó La Prensa como medio de propaganda dicha coalición; los lemas era: Pinolero, pinolero votá por Agüero y Aunque con Fernando no ando por Agüero muero. Los discursos y los gestos de Agüero atraían a todas las clases sociales del pueblo.
El 22 de enero de 1967, a eso de las 5 p. m., la GN disparó sus rifles semiautomáticos M1 Garand, de calibre 7,62 x 63 mm, contra esa manifestación de la UNO en dicha avenida, muriendo entre 100 y 200 personas según testigos sobrevivientes.

### Avenida peatonal
El 14 de octubre de 2009, la Comisión de Modernización de la Asamblea Nacional anunció que la avenida se convertirá en un paso peatonal, para exponer los sucesos históricos importantes ocurridos en Managua. “Este proyecto es de trascendental importancia para la memoria histórica de Managua”, dijo Núñez, comisionado, de MAN, quien agregó que el Parlamento había empezado a trabajar en el trayecto que va del Monumento a los Generales hasta la calle del Ministerio de Hacienda. Se espera que la obra sea concluida en 2010, con motivo del 25 aniversario de la fundación de la Asamblea Nacional.
La Avenida Sandino, fue reinaugurada de forma oficial el 9 de enero de 2009 y aunque se esperaba que en el acto llegara el Presidente de Venezuela, Hugo Rafael Chávez Frías, como uno de los invitados especiales a inauguración de la Avenida “Augusto C. Sandino”, no pudo llegar, aunque si acudieron familiares de Augusto C. Sandino y del poeta Rubén Darío. Ese mismo día, fue la fecha cuando los diputados ante la Asamblea Nacional realizaron una sesión especial que marcaba el inicio de la jornada de celebración del 25 aniversario de fundación del Parlamento nicaragüense, la cual incluía la apertura peatonal de la antigua vía de Managua conocida también como Avenida Roosevelt.
A lo largo de la nueva avenida peatonal se encuentran imágenes de acontecimientos históricos y de grandes personajes que ha tenido Nicaragua. Entre la galería de fotografías que se encuentran a lo largo de la avenida incluye, entre otros, a Rubén Darío, Augusto C. Sandino y Benjamín Zeledón, así como imágenes sobre la masacre del 22 de enero de 1967. También se abrió las puertas del Salón de los Presidentes, en la Asamblea Nacional.